# Pycnosomia tuberculata
Pycnosomia tuberculata är en havsspindelart som beskrevs av Losina-Losinsky, L.K. 1961. Pycnosomia tuberculata ingår i släktet Pycnosomia och familjen Phoxichilidiidae. Inga underarter finns listade i Catalogue of Life.